# Montipora monasteriata
Montipora monasteriata là một loài san hô trong họ Acroporidae. Loài này được Forskäl mô tả khoa học năm 1775.